# Oostkapelle
Oostkapelle (51° 34′ N, 3° 33′ L) é uma cidade dos Países Baixos, na província de Zelândia. Oostkapelle pertence ao município de Veere, e está situada a 9 km, a norte de Middelburg.
Em 2001, a cidade de Oostkapelle tinha 1819 habitantes. A área urbana da cidade é de 1.1 km², e tem 953 residências. 
A área de Oostkapelle, que também inclui as partes periféricas da cidade, bem como a zona rural circundante, tem uma população estimada em 2420 habitantes.